# Anthem (álbum)
Anthem é o quinto álbum de estúdio da banda americana de ska punk Less Than Jake, lançado em 20 de Maio de 2003.
"Look What Happened" é uma regravação do álbum anteior, Borders & Boundaries. O riff de guitarra de "Short Fuse Burning" é um tributo a música "Thunderstruck", do AC/DC. A música "That's Why They Call it a Union" aparece na trilha sonora do jogo eletrônico Tony Hawk's Underground 2.
O álbum chegou a 45ª posição na parada da Billboard.
| Críticas profissionais                                                      | Críticas profissionais |
| Avaliações da crítica                                                       | Avaliações da crítica  |
| Fonte                                                                       | Avaliação              |
| --------------------------------------------------------------------------- | ---------------------- |
| allmusic                                                                    | [ 2 ]                  |
| Rolling Stone                                                               | [ 3 ]                  |
| Esta tabela precisa de ser acompanhada por texto em prosa. Consulte o guia. |                        |

## Faixas
1. "Welcome to the New South" – 2:46
2. "The Ghosts of Me and You" – 3:21
3. "Look What Happened (The Last Time)" – 3:06
4. "The Science of Selling Yourself Short (My Own Worst Enemy)" – 3:07
5. "Short Fuse Burning" – 2:19
6. "Motown Never Sounded So Good" – 2:38
7. "The Upwards War and the Down Turned Cycle" – 2:59
8. "Escape From the A-Bomb House" – 3:31
9. "Best Wishes to Your Black Lung" – 2:54
10. "She's Gonna Break Soon" – 3:14
11. "That's Why They Call It a Union" – 3:03
12. "Plastic Cup Politics" – 2:17
13. "The Brightest Bulb Has Burned Out/Screws Fall Out" – 4:54

### Faixas bônus
1. "Surrender" – 3:45 (cover do Cheap Trick)
2. "A.S.A.O.K." – 2:08 (esta faixa aparece na edição japonesa no lugar de "Surrender").

## Créditos
- Chris Demakes - guitarra, vocais
- Roger Manganelli - baixo, guitarra, vocais
- Vinnie Fiorello - bateria, letras
- Buddy Schaub - trombone
- Peter "JR" Wasilewski - saxofone
- Derron Nuhfer - saxophone barítono adicional
- Luis Conte - percussão adicional
- Jamie Muhoberac - teclados adicionais
- Heather Tabor - backing vocais em "Look What Happened"